# Okitsu Daizo
Daizo Okitsu (sinh ngày 15 tháng 6 năm 1974) là một cầu thủ bóng đá người Nhật Bản.

## Sự nghiệp câu lạc bộ
Daizo Okitsu đã từng chơi cho Shimizu S-Pulse và Cerezo Osaka.